# Henricho Bruintjies
Henricho Bruintjies (ur. 16 lipca 1993 w Paarl) – południowoafrykański lekkoatleta specjalizujący się w biegach sprinterskich.
Wchodząc w skład południowoafrykańskiej sztafety 4 × 100 metrów, zajął 7. miejsce na uniwersjadzie w Kazaniu (2013) oraz był czwarty na igrzyskach Wspólnoty Narodów w Glasgow (2014). Zdobywca dwóch srebrnych medali podczas kolejnej edycji tych zawodów w Gold Coast (2018).
Medalista mistrzostw RPA.

## Osiągnięcia
| Rok  | Impreza                    | Miejsce        | Konkurencja        | Lokata     | Wynik         |
| ---- | -------------------------- | -------------- | ------------------ | ---------- | ------------- |
| 2013 | Uniwersjada                | Kazań          | sztafeta 4 × 100 m | 7. miejsce | 45,82         |
| 2014 | Igrzyska Wspólnoty Narodów | Glasgow        | sztafeta 4 × 100 m | 4. miejsce | 38,35         |
| 2014 | Mistrzostwa Afryki         | Marrakesz      | bieg na 100 m      | półfinał   | 10,44         |
| 2015 | Mistrzostwa świata         | Pekin          | bieg na 100 m      | półfinał   | 10,21         |
| 2016 | Igrzyska olimpijskie       | Rio de Janeiro | bieg na 100 m      | eliminacje | 10,33         |
| 2018 | Igrzyska Wspólnoty Narodów | Gold Coast     | bieg na 100 m      | 2. miejsce | 10,17         |
| 2018 | Igrzyska Wspólnoty Narodów | Gold Coast     | sztafeta 4 × 100 m | 2. miejsce | 38,24         |
| 2018 | Mistrzostwa Afryki         | Asaba          | sztafeta 4 × 100 m | 1. miejsce | 38,25         |
| 2018 | Puchar interkontynentalny  | Ostrawa        | sztafeta 4 × 100 m | –          | DNF           |
| 2019 | Igrzyska afrykańskie       | Rabat          | bieg na 100 m      | półfinał   | 10,43         |
| 2019 | Igrzyska afrykańskie       | Rabat          | sztafeta 4 × 100 m | 3. miejsce | 38,80         |
| 2022 | Mistrzostwa Afryki         | Saint-Pierre   | bieg na 100 m      | 3. miejsce | 10,01         |
| 2022 | Mistrzostwa Afryki         | Saint-Pierre   | sztafeta 4 × 100 m | 2. miejsce | 39,79         |
| 2022 | Mistrzostwa świata         | Eugene         | sztafeta 4 × 100 m | 6. miejsce | 38,10 (elim.) |

## Rekordy życiowe
- Bieg na 100 metrów – 9,97 (2015) były rekord RPA / 9,89w (2016)
- Bieg na 200 metrów – 20,62 (2015)

14 kwietnia 2018 wszedł w skład południowoafrykańskiej sztafety 4 × 100 metrów, która ustanowiła z wynikiem 38,24 aktualny rekord kraju w tej konkurencji.